# Дијаселаки
Дијаселаки (грч. Διασελάκι) је насељено место у општини Дескати у периферији Западна Македонија, Грчка. Према попису из 2021. године било је 2 становника.
Дијаселаки је 1913. године имао 51 житеља Грка. Село се раније звало Селисма.